# Bolszoj Kamień
Bolszoj Kamień (ros. Большой Камень) – miasto w Rosji (Kraj Nadmorski), 40 km od Władywostoku.
Miasto położone nad Morzem Japońskim. Założone w 1947 roku, prawa miejskie od 22 września 1989. Od 19 lipca 1996 do 1 stycznia 2015 roku Bolszoj Kamień był miastem zamkniętym. Znajduje się tu DWZ Zwiezda (ДВЗ «Звезда») – stocznia remontowo-budowlana m.in. atomowych okrętów podwodnych.